# 우에토 아야
우에토 아야(일본어: 上戸彩, 일본어: 이가라시 아야, 일본어: 五十嵐彩, 1985년 9월 14일 ~ )는 일본의 여성 배우 겸 가수이다. 애칭으로는 '우에티'라고 불린다. 도쿄도 네리마구 출신이며, 소속사는 오스카 프로모션이다. 1997년 제7회 일본 미소녀 선발대회 심사위원 특별상을 받았으며, Z-1의 구성원으로 연예계 활동을 시작했다. 일본의 대표적 CF 스타이기도 하다.

## 프로필
- 소속 : 오스카 프로모션
- 학력 : 호리코시 고등학교(堀越高校) 중퇴
- 애칭 : 우에티 (ウエッティ)
- 별자리 : 처녀자리
- 좌우명 : Que Sera Sera (케세라세라, 스페인어로 '될되로 되라'라는 뜻)
- 특기 : 문자 빨리 치기, 수영, 외발자전거

### 결혼
- 일본의 댄스 그룹 EXILE의 리더이자 16세 연상의 히로와 교제 중인 사실을 밝혔고[1] 2012년 9월 14일 히로와 결혼했다고 발표했다.

## 출연 작품

### 텔레비전 드라마
- 눈물을 닦고 (2000년, 후지 TV)
- 며느리는 별3개 (2001년, TBS)
- 3학년 B반 킨파치 선생 (2001년~2002년·2004년, TBS)
- 세상살이 원수천지 (2002년, TBS)
- 마이 리틀 쉐프 (2002년, TBS)
- 신 고교교사 (2003년, TBS)
- 한 여름의 아빠에게 (2003년, TBS)
- 사탕수수밭의 노래(2003년, TBS)
- 에이스를 노려라! (2004년, TV 아사히)
- 에이스를 노려라! 기적으로의 도전 (2004년, TV 아사히)
- 요시츠네 (2005년, NHK)
- 고도 (2005년, TV 아사히)
- 어택 No.1 (2006년, TV 아사히)
- 미소라 히바리 이야기 (2005년, TBS)
- 눈물이 주룩주룩～이 사랑에 살며～ (2005년, TBS)
- 날개가 꺾인 천사들 세레부편 (2006년, 후지 TV)
- 어텐션 플리즈 (2006년, 후지 TV)
- 시모키타 선데이즈 (2006년, TV 아사히)
- 어텐션 플리즈 SP (2007년, 후지 TV)
- 리향란 (2007년, TV 도쿄)
- 호텔리어 (2007년, TV 아사히)
- 망나니 엄마 (2007년 10월, 후지 TV)
- 호카벤 (2008년, NTV)
- 세레부와 빈곤타로 (2008년, 후지 TV)
- 콘카츠 (2009년, 후지 TV)
- 절대영도～미해결사건 특명수사～ (2010년, 후지TV)
- 10년 뒤에도 너를 사랑해 (2010년, NHK)
- 유성 (2010년, 후지TV)
- 절대영도～특수범죄잠입수사～ (2011년, 후지TV)
- 언젠가 태양이 비추는 곳에 (2013년, NHK)
- 한자와 나오키 (2013년, 일본 TBS)
- 메꽃~평일 오후 3시의 연인들~ (2014년, 후지 TV)
- 아임 홈 (2015년, TV 아사히)

### 영화
- 소녀검객 아즈미 1 (도호, 2003년)
- 인스톨 (카도가와, 2004년)
- 소녀검객 아즈미 2 (도호, 2005년)
- 벚꽃 동산 (2008년)
- 슈얼리 섬데이 (쇼치쿠, 2010년)
- 테르마이 로마이 (도호, 2012년)
- 오싱 (도에이, 2013년)
- 무사의 식단 (쇼치쿠, 2013년)
- 테르마이 로마이 2 (도호, 2014년)
- 평일 오후 3시의 연인 (도호, 2017년) - 사와 역

## 그외 출연

### 라디오
- 우에토 아야 Seventeen's map (2002년 10월 ~ 2003년 9월)
- 우에토 아야 Eighteen's Road (2003년 10월 ~ 2004년 9월)
- 우에토 아야 Ninetee's 나인 (2004년 10월 ~ 2005년 9월)
- 우에토 아야 하타치에 하이터치! (2005년 10월 ~ 2006년 9월)
- 우에토 아야 21피스! (2006년 10월 ~ 2007년 4월 1일)

*일련의 프로그램은 나이에 따라 프로그램명이 변하고 있다. 예를 들어 17살때 진행했던 프로그램을 17의 영어 표기인 세븐틴을 사용하였으며 20살이 되었을때는 처음으로 일본어인 하타치를 사용하였는데 하타치는 일본어로 20살이라는 뜻이다.

## 가수 활동
실질적인 음악활동은 1999년 일본 미소녀 선발대회 출전자와 함께 결성하였던 아이돌 그룹 Z-1부터이며 공식적인 솔로활동은 2002년이다. 아래에 나오는 음반발매일은 일본 현지를 기준으로 하고있다.
- †표시는 포니캐년 코리아에서 정식 라이센스 되거나,정식수입 된 앨범과 DVD 목록을 표시한 것이다. (앨범들은 첫 앨범을 제외한 모든 음반이 정식라이센스되었고, 싱글과 DVD의 경우는 정식수입을 통해 들어왔다.)

### 싱글
1. Pureness (2002년 8월 28일)
2. kizuna (2002년 11월 7일)
3. Hello (2003년 2월 26일)
4. MESSAGE／PERSONAL (2003년 5월 14일)
5. 感傷／MERMAID <감상/MERMAID> (2003년 8월 27일)
6. 微熱 <미열> (2003년 11월 27일)
7. 愛のために。 <사랑을 위해서> (2004년 2월 4일)
8. 風／贈る言葉 <바람/보내는 말> (싱글버전, 2004년 6월 16일)
9. あふれそうな愛、抱いて／涙をふいて <넘칠 것 같은 사랑, 안고서/눈물을 닦고> (2004년 7월 28일)
10. ウソツキ <거짓말쟁이> (2004년 11월 17일)
11. 夢のチカラ <꿈의 힘> (2005년 6월 8일)
12. 風をうけて <바람을 맞으며> (2005년 8월 3일)
13. 笑顔のままで <미소를 보이며> (2006년 2월 15일)
14. †way to heaven (2007년 3월 14일)
15. †涙の虹/SAVE ME <눈물의 무지개/SAVE ME> (2007년 5월 30일)
16. Smile for.../もう一度だけ <Smile for.../한번 더> (2009년 6월 24일)

### 앨범
1. AYAUETO (2003년 3월 12일)
2. †MESSAGE (2004년 3월 3일)
3. †Re. (2004년 12월 8일)
4. †UETOAYAMIX (2005년 8월 24일)
5. †License (2006년 3월 8일)
6. †BEST of AYA UETO -Single Collection- (2006년 9월 20일)

### DVD
1. UETO AYA FIRST LIVE TOUR Pureness 2003 (2003년 8월6일)
2. UETO AYA CLIPS 01 (2003년 9월18일)
3. UETO AYA CLIPS 02 (2005년 3월16일)
4. UETO AYA LIVE TOUR 2005 “元気ハツラツぅ?” (2005년 12월14일)
5. †UETO AYA BEST LIVE TOUR 2007 "Never Ever" (2007년 12월5일)

## 수상 내역

### 연기 부문
- 2003년 제40회 골든 애로상 최우수 신인상, 방송 신인상 ("사탕수수밭의 노래")
- 2003년 제11회 하시다상 신인상
- 2004년 제13회 일본 영화 비평가 대상 신인상 ("소녀검객 아즈미 1")
- 2004년 제28회 에란도르상 신인상 ("소녀검객 아즈미 1")
- 2004년 제27회 일본 아카데미상 신인 배우상 ("소녀검객 아즈미 1")
- 2004년 제41회 골든 애로상 영화 신인상 ("소녀검객 아즈미 1")
- 2004년 제17회 DVD & 비디오 데이터 대상 베스트 탤런트상
- 2004년 제40회 더 텔레비전 드라마 아카데미상 여우주연상 ("에이스를 노려라!")
- 2011년 제14회 닛칸 스포츠 드라마 그랑프리 여우조연상 ("유성")
- 2011년 제67회 더 텔레비전 드라마 아카데미상 여우조연상 ("유성")
- 2014년 제37회 일본 아카데미상 우수 여우주연상 ("무사의 식단")

### 패션·기타 부문
- 1997년 제7회 전일본 국민적 미소녀 콘테스트 심사위원 특별상
- 2003년 제14회 일본 베스트 주얼리 드레서 시상식 10대 부문
- 2004년 제2회 낫토 퀸
- 2004년 트라이 소악마 대상
- 2005년 전일본 미용기술선수권대회 주간 「2005 베스트 헤어상」
- 2005년 제45회 ACC CM FESTIVAL 연기상
- 2005년 베스트 스마일 오브 더 이어 2005
- 2005년 네일 퀸 2005
- 2006년 제3회 COTTON USA 어워드 'Miss COTTON USA'
- 2006년 제12회 E-라인 뷰티풀 대상
- 2007년 제1회 좋은 치아와 식육 대상(배우 부문)
- 2007년, 2008년 올해의 쥬얼리 이미지 리더상
- 2008년 제24회 아사쿠사 연예 대상 신인상
- 2008년 제48회 ACC CM FESTIVAL "화이트 가족" 시리즈 그랑프리 & 베스트 연기상
- 2008년 제37회 베스트 드레서상
- 2009년 제7회 도자기 대상
- 2009년 VOGUE NIPPON Women of the Year 2009
- 2009년 EXELCO DIAMOND AWARD
- 2010년 제1회 아오모리 사과 퀸
- 2011년 제7회 모피 오브 더 이어